# Герб Большесосновского муниципального округа
Герб Большесосновского района — официальный символ Большесосновского муниципального округа Пермского края Российской Федерации.
Ныне действующий герб Большесосновского района утверждён решением Земского Собрания Большесосновского района от 26 ноября 2003 года № 315 «О гербе муниципального образования Большесосновский район» и внесён в Государственный геральдический регистр Российской Федерации с присвоением регистрационного № 1357.

## Геральдическое описание герба
В зеленом поле между лазоревых (синих, голубых) краев, обремененных золотыми соснами с такими же корнями, — серебряная, скачущая прямо, почтовая тройка.

## Символика
- почтовая тройка указывает на то, что село Большая Соснова (районный центр) с XVIII века было почтовой станцией и пересыльным пунктом на Сибирском тракте;
- сосна символизирует жизненную силу, стойкость, непоколебимость, преодоление неблагоприятных обстоятельств. Так же сосна говорит и о названии района, делая герб «гласным», что в геральдике считается одним из классических приемов создания герба;
- золото символизирует богатство, справедливость, уважение, великодушие;
- зелёная часть поля герба дополняет символику природы района и аллегорически показывает живописнейшие места, в которых обитают многочисленные виды животных и птиц, имеются редкие виды растений;
- лазурь — символ истины, чести и добродетели, чистого неба и водных просторов.